# Pourquoi nous combattons (série de films)
Pour les articles homonymes, voir Pourquoi nous combattons.
Pourquoi nous combattons (Why We Fight) est une série de sept films de propagande commandés par le gouvernement des États-Unis durant la Seconde Guerre mondiale entre 1942 et 1945 pour expliquer aux soldats américains la raison de l'engagement des États-Unis dans la guerre. Plus tard, ils furent également montrés au public américain pour les persuader de soutenir l'intervention américaine.
La plupart des films furent réalisés par Frank Capra (avec Anatole Litvak), qui fut dérangé et épouvanté par le film de propagande de Leni Riefenstahl, intitulé Le Triomphe de la volonté (Triumph des Willens), et travailla en réaction directe à ce dernier. La série dut faire face à un défi difficile : convaincre un pays isolationniste du besoin de s'engager dans un conflit armé et de s'allier avec les Soviétiques, entre autres.

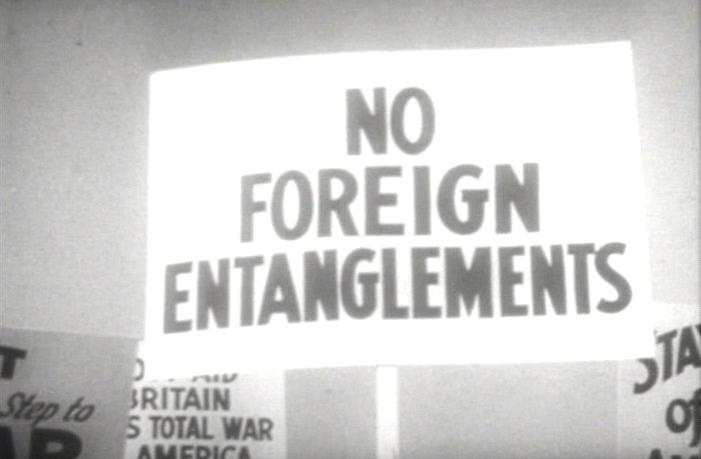
Slogan dans une manifestation anti-guerre antérieure à l'attaque de Pearl Harbor, tel que représenté dans Pourquoi nous combattons, destiné à retourner l'opinion publique sur ce sujet.

Elle comprend sept épisodes : 
- 1- Prélude à la guerre (Prelude To War, 1942)
- 2- Les nazis attaquent (en) (The Nazis Strike, 1943)
- 3- Diviser pour régner (Divide and Conquer, 1943)
- 4- La Bataille d'Angleterre (en) (The Battle of Britain, 1943)
- 5- La Bataille de Russie (en) (The Battle of Russia, 1943)
- 6- La Bataille de Chine (en) (The Battle of China, 1944)
- 7- L'Amérique en guerre vous parle (en) (War Comes to America, 1945)

Cette série est souvent considérée comme un chef-d'œuvre de propagande. En 1942, son premier épisode, Prélude à la guerre (Prelude To War) obtint un oscar dans la catégorie « documentaire ».
En 2005, Eugene Jarecki réalise un documentaire sur le complexe militaro-industriel américain portant volontairement le même nom Why we fight, et reçoit le grand prix du jury au Festival du film de Sundance.